# 野村克則
野村 克則（のむら かつのり、1973年7月23日 - ）は、日本の元プロ野球選手（捕手）、プロ野球コーチ。東京都目黒区出身（出生地は大阪府）。
現役時代の登録名は、本名だった巨人時代を除き「カツノリ」。父は野村克也、母は野村沙知代、異父兄は団野村・ケニー野村。他に異母兄が1人いる。
両親と同様、エフエンタープライズがマネジメントを行う。

## 経歴

### 生い立ち
1973年7月23日、克也と、その愛人だった沙知代（旧名・芳枝）との間に大阪府豊中市で生まれた。当初、克也は克則を認知せず、沙知代は非嫡出子となる克則を自身の父親と養子縁組させることを画策したという。後に克則は認知され、1978年には前妻との離婚が成立した父・克也が沙知代と再婚したことで、この時点で正式な家族関係が成立した。沙知代と前夫のユダヤ系アメリカ人との間には2人の息子、団野村・ケニー野村がいたため、異父兄弟となる。

### プロ入り前
中学時代は父親が設立した「港東ムース」で4番・一塁として3年時に全国ベスト16、世界リトルシニア大会にも出場。堀越高等学校では桑原秀範の指導を受け、一塁手、主将として活躍。1991年春季東京大会で準決勝に進出、修徳高との対戦で本塁打を放つが乱打戦の末に敗退。同年夏の西東京大会も準決勝に進むが、世田谷学園に延長11回の末、惜敗。
卒業後は明治大学へ進学。東京六大学野球リーグでは在学中4回優勝。1993年秋季リーグでは首位打者（慶大山下圭選手と同率）、打点王の二冠を獲得、ベストナイン（一塁手）にも選出された。
1994年から柳沢裕一の後継として捕手に転向。
1995年秋季リーグでは、2年下のエース川上憲伸らとバッテリーを組み、優勝。同年の第26回明治神宮野球大会でも決勝に進み、井口忠仁らのいた青山学院大学を接戦で降し、優勝を飾る。リーグ通算76試合出場、256打数72安打、打率.281・3本塁打・33打点の成績だった。大学時代の背番号は捕手転向後は父の現役時代と同じ19で、ジョディ・ハーラーが唯一登板した試合に捕手を務めた。後に一年間だけ同僚となる中村豊は大学の同期生。
1995年度ドラフト会議にてヤクルトスワローズから3巡目指名を受け、捕手として入団。克也との混同を避けることから登録名を「カツノリ」とした。克則がプロ入りする直前、克也に対して「プロに入りたい」と言ったがスカウトは誰一人として来ておらず、克也から「（プロに入ったら）苦労するぞ、お前。ちゃんとした会社に務めて安定した所へ行け。無理だお前じゃ」と諭したが、克則は「いや、オレはプロに憧れて野球を始めたのだから、たとえ（プロで）失敗しても悔いはない」と言い返した。さらに「親父だってテスト入団だったじゃないか。人生上り坂下り坂、そして『まさか』だ。やってみないと判らない」と言い、これに克也は「おいおい、オレがここまで来たのは『まさか』かよ」と思ったという。「母親に似たのか口だけは達者で、そこまで言うならとヤクルトスワローズへお願いして指名してもらった」と著書に記している。背番号は長嶋茂雄に倣い33。プロ入り時に明治大学硬式野球部卒ながら、明治大学はまだ卒業していなかった。翌年も卒業の見込みがないことから、プロ野球選手兼大学6年生が確定していた。

### ヤクルト時代
1996年シーズンはフレッシュオールスターゲームに出場するが、一軍では古田敦也が正捕手に定着していたほか、控え捕手に野口寿浩もいたこともあり一軍昇格はなかった。入団当時の一軍バッテリーコーチだった八重樫幸雄は「正直に言えば、「プロに入れるレベルじゃないな」と思いました。ただ、気持ちは強かった。「プロの世界でやってやろう」という意気込みは強かったし、「どうすればうまくなるんだろう」という向上心もすごくあったよ。」と述べている。1997年シーズンと1998年シーズンには2年間で主に途中出場で計51試合に出場するが多くは自軍の大勝・大敗の場面での起用だった。1998年シーズンオフに若松勉が監督に就任。
1999年シーズンは、一軍出場及び一軍昇格なしに終わった。

### 阪神時代
2000年シーズンには金銭トレードで阪神タイガースへ移籍。背番号は50。当時の監督は克也であったが、野崎勝義によると、ヤクルトから克則を呼んだのは父ではなく、阪神球団だった。阪神移籍後は父である克也のもと控え捕手として一軍に定着し、出場機会を増やした。
2001年シーズンは、7月1日の対ヤクルトスワローズ戦で6-6の同点の9回二死一、二塁の打席で高津臣吾から代打サヨナラ安打、7月19日の対読売ジャイアンツ戦で6-6の同点の延長11回一死満塁の打席で南真一郎からサヨナラ安打とサヨナラ適時打を2回放った。2年間で主に途中出場で計95試合に出場し、両年とも最下位に低迷したチームの中でヤクルト時代と比べ先発起用も増やした。同年のシーズンオフに大学の先輩でもある星野仙一が監督に就任。
2002年シーズンは、わずか11試合の出場で終わる。
2003年シーズンには、ウエスタン・リーグにおいて規定打席には達していないものの打率.321の成績を残したが、一軍出場及び一軍昇格なしに終わった。

### 巨人時代
2004年シーズンの開幕前、金銭トレードで読売ジャイアンツへ移籍。その際には背番号は55を勧められたが本人は「荷が重い」と辞退して63となった。巨人では本名で登録を原則としているため「野村克則」として登録。しかし、一軍出場はわずか3試合に留まり、同年のシーズンオフにわずか1年で戦力外通告を受けた。その際にジャイアンツ側からブルペン捕手、または二軍バッテリーコーチ就任を打診されたが現役続行を希望し、12球団合同トライアウトを受けた。トライアウトでは2打席連続本塁打を放つなどの活躍が田尾安志の目に留まり、新球団・東北楽天ゴールデンイーグルスが獲得を発表。背番号は52。この時の経緯はTBSテレビの「プロ野球戦力外通告・クビを宣告された男達」で紹介された。本人は「もし楽天（という球団）が出来ていなければ、巨人からのコーチ打診を受けていたかもしれない」と話している。

### 楽天時代
2005年シーズンには、登録名をヤクルト・阪神時代と同じ「カツノリ」に戻して臨んだ。4月17日の対北海道日本ハムファイターズ戦ではプロ初のクリーンナップとなる5番・指名打者として先発出場したが3打数無安打に終わり、4打席目には竜太郎を代打に送られて交代させられた。結局出場機会に恵まれずわずか6試合の出場にとどまった。同年のシーズンオフに田尾が監督を解任され、後任として父・克也が就任、三たび同じユニフォームを着用することとなった。
2006年シーズンには、正捕手・藤井彰人に次ぐ2番手捕手として先発出場の機会を増やし、オールスターゲームにもノミネートされるがファン投票最終結果で4位となり、出場は果たせなかった。この頃には元々弱肩であったのに加え、慢性的な右肩痛を抱えていたこともあり、捕手として致命的な送球難を露呈していた上打撃にも悪影響を及ぼしていた。このため攻守で足を引っ張る克則にはファンから怒りの声が上がり、打席に立った瞬間ブーイングや応援拒否が起こっているのも散見されていた。この頃には元々弱肩であったのに加え、慢性的な右肩痛を抱えていたこともあり、捕手として致命的な送球難を露呈していた上打撃にも悪影響を及ぼしていた。このため攻守で足を引っ張る克則にはファンから怒りの声が上がり、打席に立った瞬間ブーイングや応援拒否が起こっているのも散見されていた。当初は来シーズンも現役続行を希望していたが同年9月28日に2度目の戦力外通告を受けた。これを機に現役引退を表明し、同年10月1日の対千葉ロッテマリーンズ戦（フルキャストスタジアム宮城）で引退試合が行われた。この試合に捕手として先発出場し、打撃面では安打を記録したが、守備面では6個の盗塁（平下晃司・西岡剛・サブロー・青野毅：各1、根元俊一：2）を全て許してしまうなど散々な内容の引退試合となった。試合後、同じく現役引退を表明したヤクルト時代の同僚・飯田哲也と共に引退セレモニーが行われ、チームメイトから胴上げをされた。

### 引退後
現役引退後もコーチとして楽天に留まり、2006年10月9日には新設された二軍育成コーチ（バッテリー担当）に就任することが発表された。背番号は73で、同時に登録名も本名である「野村克則」へ変更。
2007年には二軍育成コーチのまま、セ・パ交流戦においてスコアラーで一軍戦のベンチ入りを果たした。2008年には一軍バッテリーコーチへ昇格し、試合中はヘッドコーチを務めていた橋上秀樹と共に作戦面に携わる。2009年シーズン終了後、父・克也の退任に合わせる形で楽天を退団した。
楽天退団後の2010年から巨人の二軍バッテリーコーチに就任した。背番号は92。2013年10月3日、球団より翌年の契約を結ばないことを通告された。
同年10月23日にヤクルトの二軍バッテリーコーチ就任が決まった。背番号は78。2015年からは一軍バッテリーコーチを務めた。
2019年からは楽天に復帰。背番号は再び73。3年連続で配置転換されており、2019年は二軍バッテリー兼守備作戦コーチ、2020年は一軍作戦コーチ。2021年は育成捕手コーチを務めた。
同年11月15日、阪神の二軍バッテリーコーチに就任することが発表された。背番号は87。2022年7月29日からは体調不良の二軍監督・平田勝男の監督代行を務めた。
2025年より、一軍バッテリーコーチに配置転換された。

## エピソード
- 幼少期、父は選手兼任監督として45歳まで現役で、それ以外でも講演・野球解説・取材などで不在の場合が多かった。このため、野球以外で父親らしいことをしてもらった記憶はないという。
- ヤクルト時代は石井一久を同い年ながら兄のように慕っており、お揃いのスパイクを使用していた。
- 2007年8月23日の対千葉ロッテマリーンズ戦（千葉マリンスタジアム）で、先発した岩隈久志が4回裏に味方の失策から3失点を喫し、この回をもって降板した。岩隈は、降板後にベンチ裏のロッカールームに入ったまま7回途中まで戻らなかったため克則が注意したところ、岩隈が激高し小競り合いになった[注 3]。コーチ陣が仲介して誤解が解け、岩隈は試合中に克則へ謝罪した。なお、2人は同じ堀越高等学校の先輩・後輩（克則が8年先輩）で、普段は仲が良い。
- 2001年に結婚した夫人との間に2男1女がいる。
- 父親の克也からは野球の才能がないと否定されていたが、それでも幼少の頃から父親から野球の鉄則を叩き込まれていたという[18]。また、経歴の通り、1996年にヤクルトスワローズに入団して以降、現役引退後も球団コーチが絶えることがないため、いわゆるユニフォームに袖を通さない年が1度も存在しない。
- 楽天で2005年から2007年までコーチを務めていた上川誠二は、父の克也が克則を積極的に起用したいが為に、当時正捕手の座を争っていた藤井彰人に対してリード面が悪いと難癖をつけていたと述べている[19]。また克則は肩が弱いため、バッテリーを組む楽天のピッチャーはクイックでの投球を数多く強いられていたとも述べている[19]。
- 2019年の春頃、克也の計らいで前妻との間に生まれた異母兄と対面し、メールでやり取りする間柄となった。また、家族葬にも自ら連絡して招いたため、この時に異父兄の団（克晃）とも対面した可能性がある[20]。

## 詳細情報

### 年度別打撃成績
| 年 度     | 球 団     | 試 合 | 打 席 | 打 数 | 得 点 | 安 打 | 二 塁 打 | 三 塁 打 | 本 塁 打 | 塁 打 | 打 点 | 盗 塁 | 盗 塁 死 | 犠 打 | 犠 飛 | 四 球 | 敬 遠 | 死 球 | 三 振 | 併 殺 打 | 打 率 | 出 塁 率 | 長 打 率 | O P S |
| --------- | --------- | ----- | ----- | ----- | ----- | ----- | -------- | -------- | -------- | ----- | ----- | ----- | -------- | ----- | ----- | ----- | ----- | ----- | ----- | -------- | ----- | -------- | -------- | ----- |
| 1997      | ヤクルト  | 26    | 33    | 31    | 1     | 8     | 1        | 0        | 1        | 12    | 1     | 0     | 0        | 0     | 0     | 2     | 0     | 0     | 10    | 3        | .258  | .303     | .387     | .690  |
| 1998      | ヤクルト  | 25    | 24    | 23    | 0     | 4     | 0        | 0        | 0        | 4     | 1     | 0     | 0        | 0     | 0     | 1     | 0     | 0     | 7     | 0        | .174  | .208     | .174     | .382  |
| 2000      | 阪神      | 43    | 55    | 49    | 6     | 13    | 1        | 1        | 2        | 22    | 3     | 0     | 0        | 0     | 1     | 5     | 0     | 0     | 11    | 2        | .265  | .327     | .449     | .776  |
| 2001      | 阪神      | 52    | 102   | 95    | 3     | 20    | 3        | 0        | 1        | 26    | 6     | 0     | 0        | 1     | 0     | 4     | 0     | 2     | 28    | 2        | .211  | .257     | .274     | .531  |
| 2002      | 阪神      | 11    | 16    | 16    | 0     | 3     | 2        | 0        | 0        | 5     | 0     | 0     | 0        | 0     | 0     | 0     | 0     | 0     | 5     | 0        | .188  | .188     | .313     | .501  |
| 2004      | 巨人      | 3     | 5     | 3     | 0     | 1     | 0        | 0        | 0        | 1     | 1     | 0     | 0        | 0     | 1     | 1     | 0     | 0     | 0     | 0        | .333  | .400     | .333     | .733  |
| 2005      | 楽天      | 6     | 10    | 10    | 0     | 1     | 0        | 0        | 0        | 1     | 0     | 0     | 0        | 0     | 0     | 0     | 0     | 0     | 3     | 0        | .100  | .100     | .100     | .200  |
| 2006      | 楽天      | 56    | 141   | 129   | 8     | 16    | 4        | 1        | 0        | 22    | 5     | 1     | 0        | 1     | 1     | 7     | 1     | 3     | 26    | 6        | .124  | .186     | .171     | .357  |
| 通算：8年 | 通算：8年 | 222   | 386   | 356   | 18    | 66    | 11       | 2        | 4        | 93    | 17    | 1     | 0        | 2     | 3     | 20    | 1     | 5     | 90    | 13       | .185  | .237     | .261     | .498  |

### 記録
初記録
- 初出場：1997年4月16日、対横浜ベイスターズ2回戦（明治神宮野球場）、7回裏に野中徹博の代打で出場
- 初打席：同上、7回裏に西清孝から左飛失策
- 初安打：1997年4月29日、対横浜ベイスターズ4回戦（横浜スタジアム）、7回表に川村丈夫から中前安打
- 初本塁打・初打点：1997年8月2日、対中日ドラゴンズ17回戦（明治神宮野球場）、8回裏に廣田浩章の代打で出場、山田喜久夫から代打左越ソロ
- 初先発出場：1997年8月17日、対中日ドラゴンズ21回戦（ナゴヤドーム）、7番・一塁手で先発出場、1打数無安打
- 初盗塁：2006年4月13日、対北海道日本ハムファイターズ4回戦（フルキャストスタジアム宮城）、8回裏に二盗（投手：MICHEAL、捕手：中嶋聡）

### 背番号
- 33（1996年 - 1999年）
- 50（2000年 - 2003年）
- 63（2004年）
- 52（2005年 - 2006年）
- 73（2007年 - 2009年、2019年 - 2021年）
- 92（2010年 - 2013年）
- 78（2014年 - 2018年）
- 87（2022年 - ）

### 登録名
- カツノリ（1996年 - 2003年、2005年 - 2006年）
- 野村 克則（のむら かつのり、2004年、2007年 - ）

### 登場曲
- 『AMBITIOUS』HOUND DOG[21]

## 関連情報

### 著書
- 『プロ失格』（日本文芸社、2011年12月、ISBN 9784537258936）
- 『野村のDNA：頭脳野球とは何』（朝日新聞社、2012年5月）※野村克也共著
- 『野村の「人生ノート」：夢をつかむ特別講義』（日本文芸社、2012年6月）野村克也共著